# Feya Faku

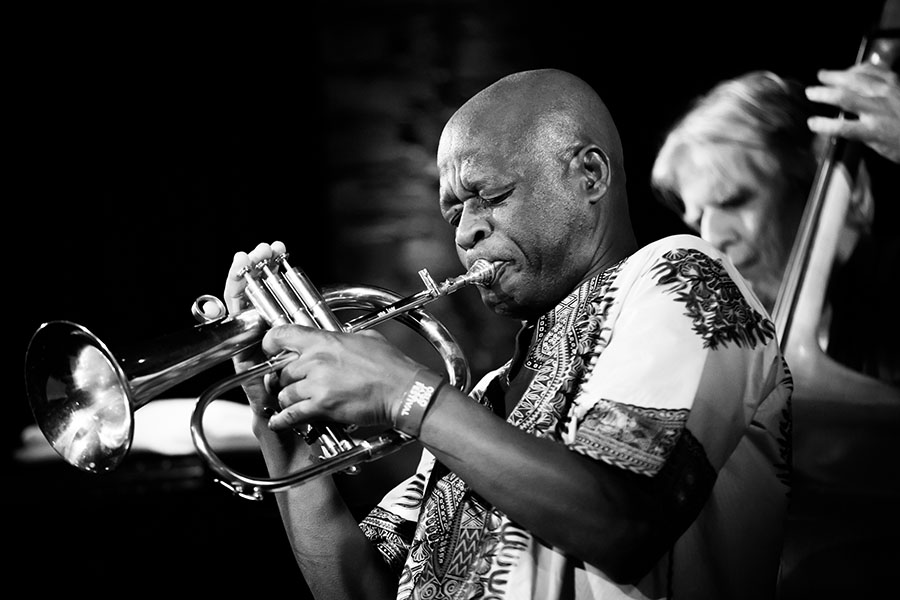
Feya Faku, Oslo Jazzfestival 2017

Fezile „Feya“ Faku (* 6. Juni 1962 in New Brighton (Port Elizabeth); † 23. Juni 2025 in Basel) war ein südafrikanischer Jazztrompeter., der für seien „lyrischen, fließenden Stil“, der auch  durch traditionelle Kirchenmusik und die Musik de isiXhosa geprägt war, bekannt war.

## Leben und Wirken
Faku versuchte sich erst an der Flöte und am Saxophon und erhielt dann Trompetenunterricht von Christopher Columbus Ngcukana. In der Nachbarschaft hörte er zahlreiche Musiker wie Eric Nomvete, Willie „Sax-O-Wheels“ Mbali, David Mzimkhulu oder Kippie Moeketsi und jammte mit den Soul Jazzmen, die sich an den amerikanischen Jazz Messengers orientierten. Von deren Flügelhornisten George Tyefuman erhielt er praktische Tipps. 1986 wurde er Mitglied von Victor Ntonis Bigband. Nach seinem Schulabschluss nahm er seine Jazzkarriere auf. Er spielte mit Barney Rachabane, der Sängerin Thandi Klaasen, Zim Ngqawana, Tete Mbambisa und dem Saxophonisten Duku Makasi. Später gehörte er zum Quintett von Winston Mankunku Ngozi. In den frühen 1990er Jahren studierte er am Jazzstudiengang der Universität von KwaZulu-Natal bis zum Performers Diploma. 1993 besuchte er erstmals die USA, wo er mit Frank Morgan spielte. 1994 arbeitete er erstmals mit Paul van Kemenade.
Faku tourte 1995 mit Darius Brubeck und der NU Jazz Connection durch Europa (African Tributes). Nachdem Faku selber einige Jahre in Durban unterrichtet hatte, nahm er 1998 in den Niederlanden sein erstes Album Hommage auf. Mit Abdullah Ibrahim spielte er in den folgenden Jahren und ist mit ihm auch auf Aufnahmen zu hören (Made In South Africa Township One More Time, Cape Town Revisited). Auch führte er mit Oliver Mtukudzi und anderen die Musical-Produktion Mahube: Music from South Africa auf, die auch in München gezeigt wurde. Von Durban aus operierte er mit seinem Quintett The Core; 2003 folgte das Album Tacit. Weiterhin arbeitete er auch mit Andile Yenana (We Used to Dance, 2002), Bheki Mseleku (Home at Last, 2003) und Pat Matshikiza (Seasons, Masks and Keys, 2005). Paul van Kemenade holte ihn 2006 für eine Tour und das Album Mexi Cosy. Auch trat er im Sextett von McCoy Mrubata und Paul Hanmer auf und gehörte zu Dominic Eglis Plurism (Umhlangano 2024). Im Januar 2024 nahm er sein letztes Album Inkumbulo auf. Er verstarb vor dem Beginn eines einwöchigen Gastspiels mit Paul Hanmer in Basel.

## Diskographische Hinweise
- Hommage (1999)
- The Colours They Bring (mit Buddy Wells, André Petersen, Bongani Sokhela, Lulu Gontsana, Siya Makuzeni; 2005)
- Hope and Honour (mit Domenic Landolf, Colin Vallon, Fabian Gisler, Norbert Pfammatter; 2008)
- Le Ngoma (2013, mit Domenic Landolf, Jean-Paul Brodbeck, Fabian Gisler, Dominic Egli)[7]
- Dominic Egli’s Plurism: More Fufu! (Unit Records, 2016)
- Live at the Bird’s Eye (2021, mit Keenan Ahrends, Domenic Landolf, Jean-Paul Brodbeck, Fabian Gisler, Dominic Egli)
- Inkumbulo (Live) (2024, mit Domenic Landolf, Bokani Dyer, Fabian Gisler, Sphelelo Mazibuko)[8]